# La Couronne (Bouches-du-Rhône)
Pour les articles homonymes, voir La Couronne.
La Couronne est un village à vocation balnéaire situé sur une section de la côte méditerranéenne appelée Côte Bleue et qui fait partie de la commune de Martigues dans le département des Bouches-du-Rhône en région Provence-Alpes-Côte d'Azur.
Un sémaphore et un phare automatisé y sont implantés sur le cap Couronne.

## Histoire
L'église de La Couronne a été construite en 1664. On voit encore sur ses murs la trace des tailleurs de pierres et des gravures représentant les signatures de ceux-ci. Il est à noter une excroissance gothique adjacente à l'église romane.
Les villages de La Couronne et Carro ont été des atouts majeurs pendant les 2 guerres mondiales, il y reste beaucoup de blockhaus en bord de mer, dont celui du chemin de la batterie qui avait un énorme canon.
C'est aussi à Carro que Rommel a débarqué à son retour d'Afrique.
À la libération du village, le 24 août 1944, Pierre Jehan (17 ans) a escaladé le clocher de l'église pour y déposer le drapeau français.

## Carrières de pierre
Le clocher de l'église (consacrée le 10 mai 1859) comprend les marques des différents tailleurs de pierre ayant contribué à sa construction. En effet, le village se caractérise par la tradition des « queyrouns », les tailleurs de pierre qui œuvraient dans deux carrières principales : la plus ancienne se situait au niveau de l'anse de Couronne-Vieille (on la devine à la forme géométrique du bord de mer). La plus récente située dans les terres au niveau de l'anse du Verdon sert encore occasionnellement pour la rénovation de bâtiments de Marseille construits en pierre de La Couronne (d) (calcaire du Miocène étage Burdigalien qui doit sa couleur rose à la présence plus ou moins importante d'oxydes de fer), par exemple la Vieille Charité.

## Transport ferroviaire
Le village est desservi par la ligne de chemin de fer de la Côte Bleue. La gare de La Couronne-Carro se limite à des abris voyageurs, la gare ayant brûlé en 1989 et n'ayant jamais été reconstruite par la SNCF.

## Plages
Le village compte plusieurs plages : 
- la principale et la plus grande, abritée dans une anse concave : la plage du Verdon, du nom d'un cours d'eau qui y débouchait avant qu'il ne soit recouvert dans sa quasi-totalité par un parking ;
- à l'est, la secondaire, appelée Couronne-Vieille, où il est possible de s'adonner à la plongée sous-marine du côté ouest de son anse, plus aisément que sur la plage du Verdon (d) ;
- enfin, encore plus à l'est, les plages de La Saulce et de Sainte-Croix où se trouve la Chapelle Sainte-Croix.

Ces plages sont par ailleurs réputées pour la pratique du surf en raison de sa configuration en anse captant les houles d'est-sud-est à ouest-sud-ouest avec un vent marin pouvant être freiné par les reliefs alentour, principalement durant une période allant d'octobre à mai.

## Démographie
Vers 1308, le village comprend — selon des relevés notariaux — une trentaine de maisons et un four à pain. En 1323, d'après un rapport lié à la défense des côtes, il est noté « pas plus de 15 maisons ». Vers 1418, le village est moins peuplé. Actuellement, la population est d'environ 5500 habitants entre La Couronne et Carro, mais il est prévu environ 800 logements sociaux[Quand ?].

## Patrimoine
- L'église Saint-Jean-Baptiste est située au centre du village. Sur son clocher apparaissent les marques des tailleurs de pierre.
- La chapelle Sainte-Croix donne sur la mer.

## Cinéma et télévision
- C'est à la plage de Sainte-Croix et au camping de l'Arquet situé à proximité que sont tournées depuis 2006 les scènes de la série télévisée Camping Paradis diffusée sur TF1.

D'autres films et séries télévisées ont été tournés sur différents sites de La Couronne, notamment :
- 1957 : Action immédiate de Maurice Labro avec Henri Vidal, Lino Ventura (Sainte-Croix).
- 1958 : La Fille de feu d’Alfred Rode avec Claudine Dupuis, Raymond Souplex, Armand Mestral (La Couronne).
- 1961 : Un nommé La Rocca de Jean Becker avec Jean-Paul Belmondo et Pierre Vaneck (séquences du « champ de mines » à La Couronne).
- 1963 : Peau de banane de Marcel Ophüls avec Jeanne Moreau et Jean-Paul Belmondo (plage du Verdon).
- 1969 : Le temps de vivre de Bernard Paul avec Marina Vlady, Frédéric de Pasquale, Catherine Allegret (plage du Verdon).
- 2003 : Les Corps impatients de Xavier Giannoli avec Laura Smet, Nicolas Duvauchelle (crique de l'Arquet).
- 2009 : Les Toqués, série télévisée de Catherine Touzet, Ludovic Pion-Dumas, Marie Deshaires, avec Ingrid Chauvin, Édouard Montoute et Andréa Ferréol (port des Tamaris).
- 2020 : Voir le jour de Marion Laine avec Sandrine Bonnaire et Brigitte Rouan
- 2020 : Divorce Club de Michaël Youn avec Arnaud Ducret, François-Xavier Demaison et Audrey Fleurot.
- 2021 : Pourris gâtés de Nicolas Cuche avec Gérard Jugnot et Camille Lou

## Galerie

Plages et port
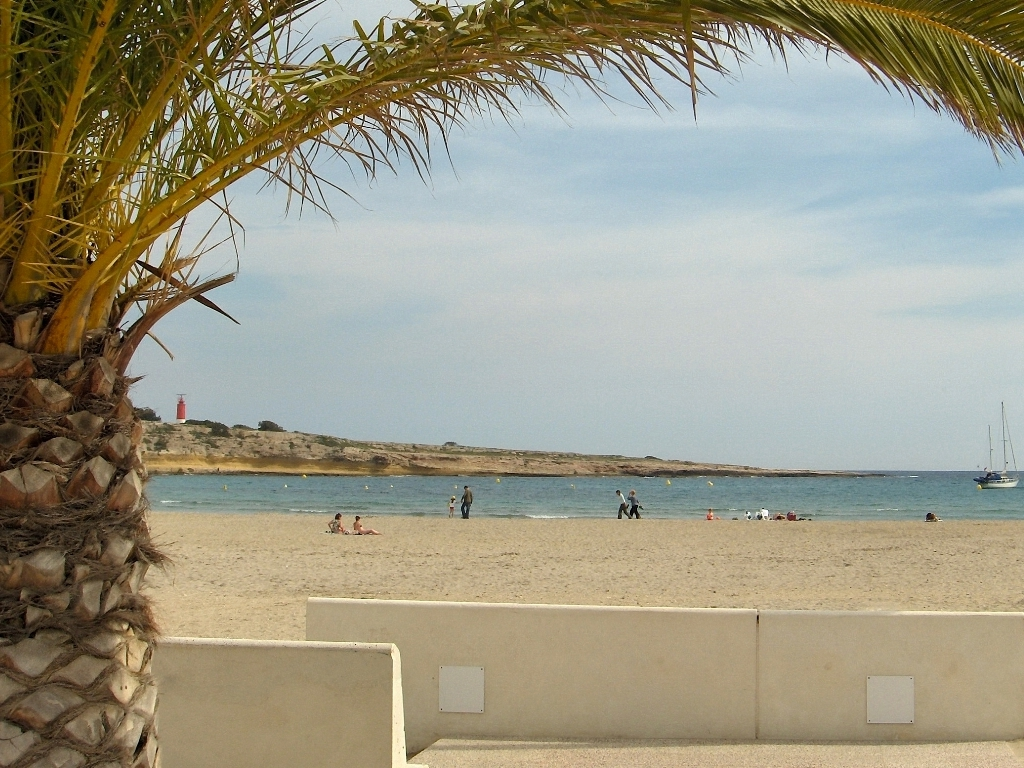
Plage du Verdon
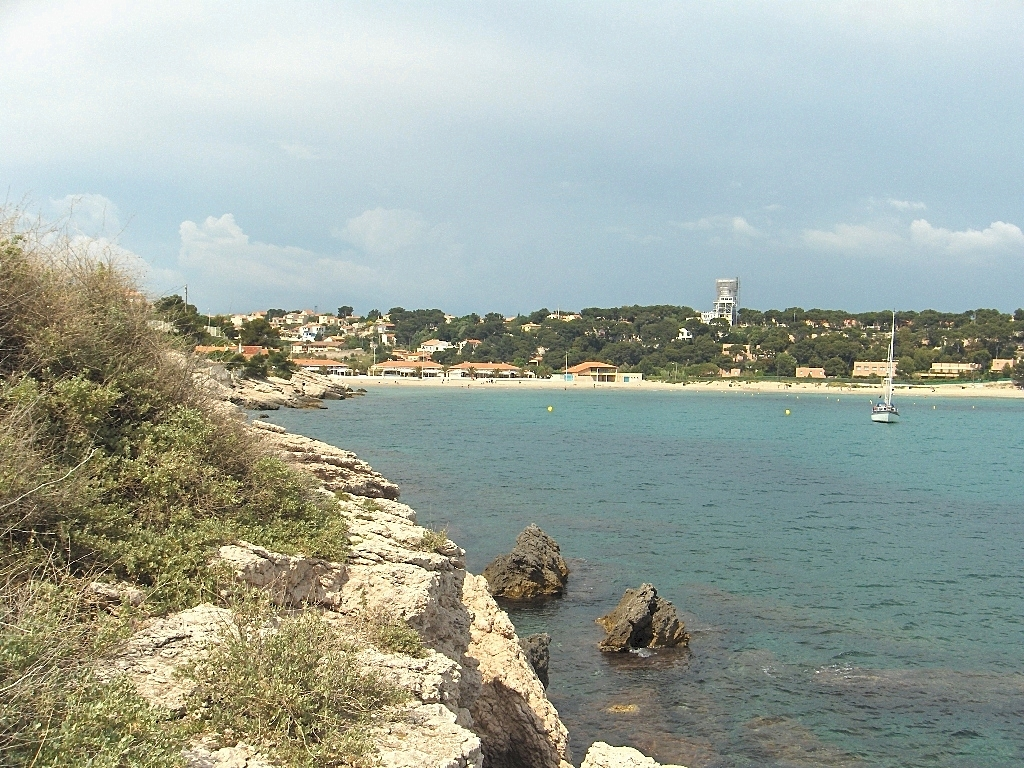
Vue générale de la plage du Verdon
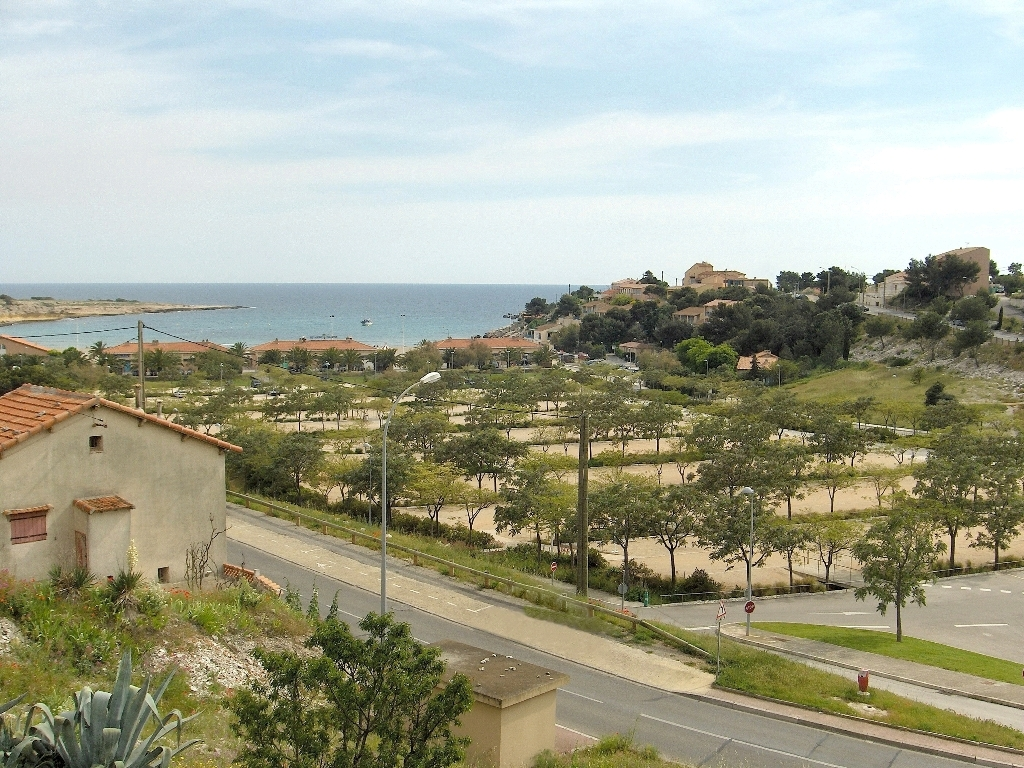
La plage du Verdon vue depuis le village
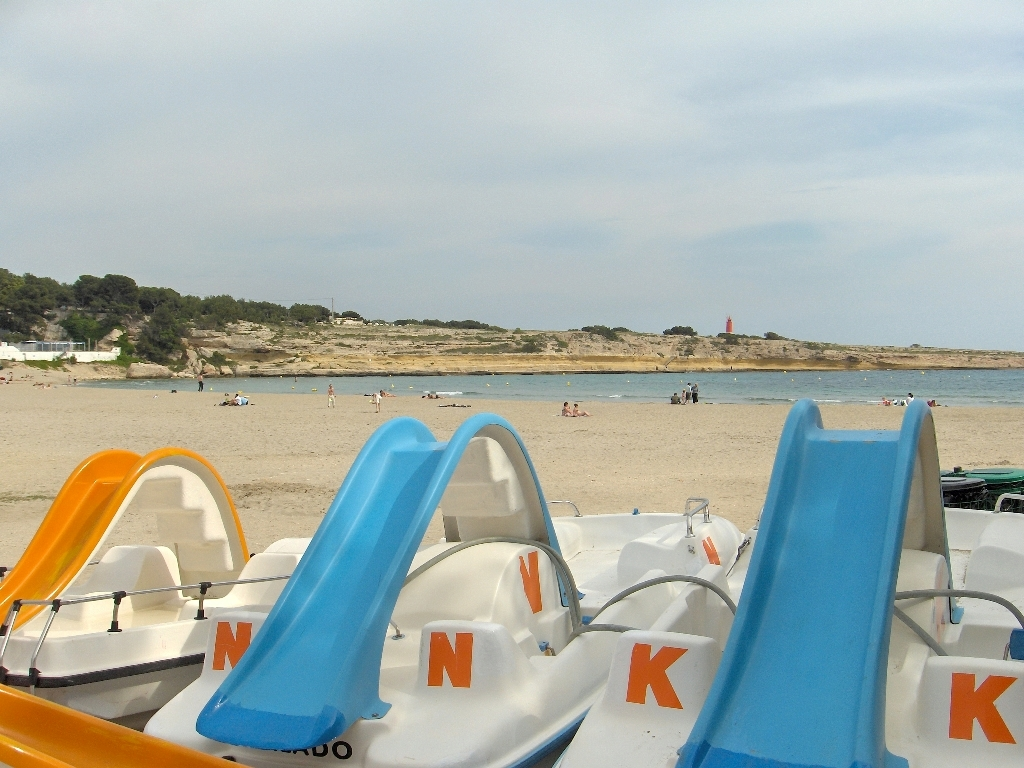
Plage du Verdon vue du côté ouest
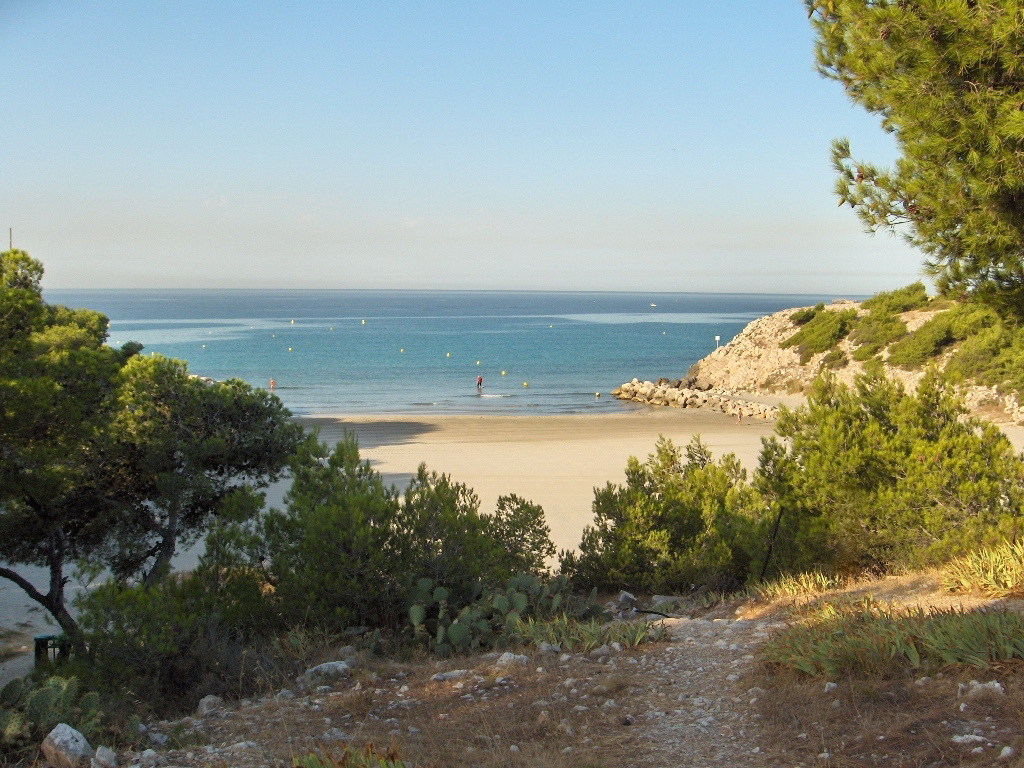
Plage de La Saulce
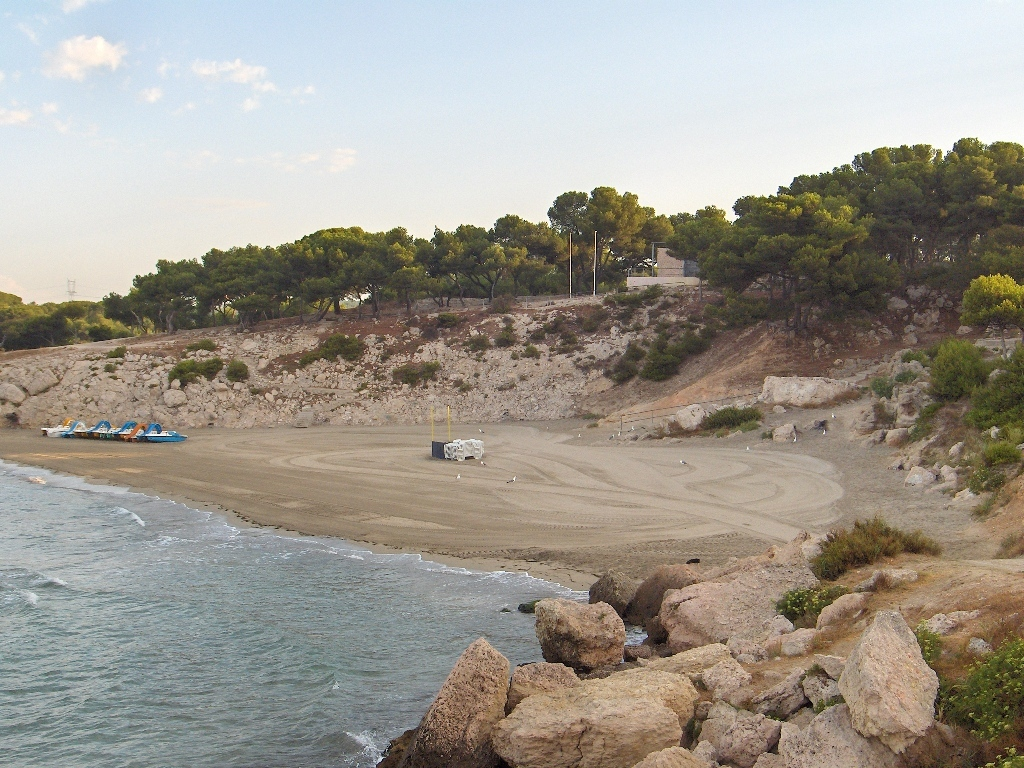
Plage de Sainte-Croix
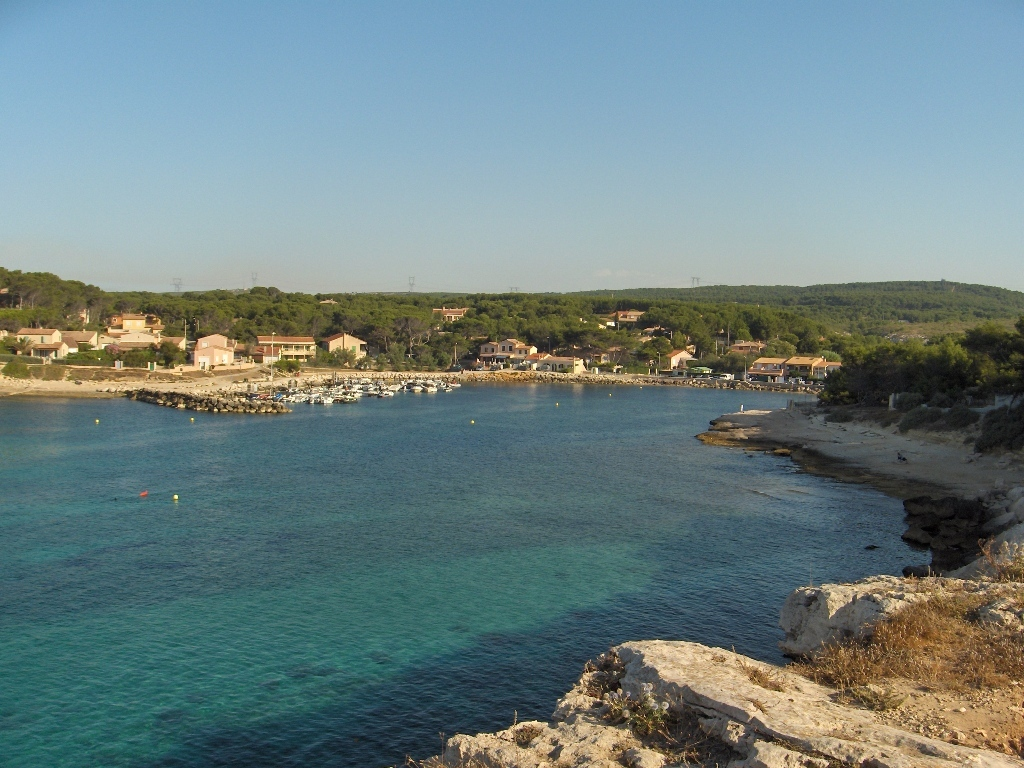
Port des Tamaris

Église Saint-Jean-Baptiste
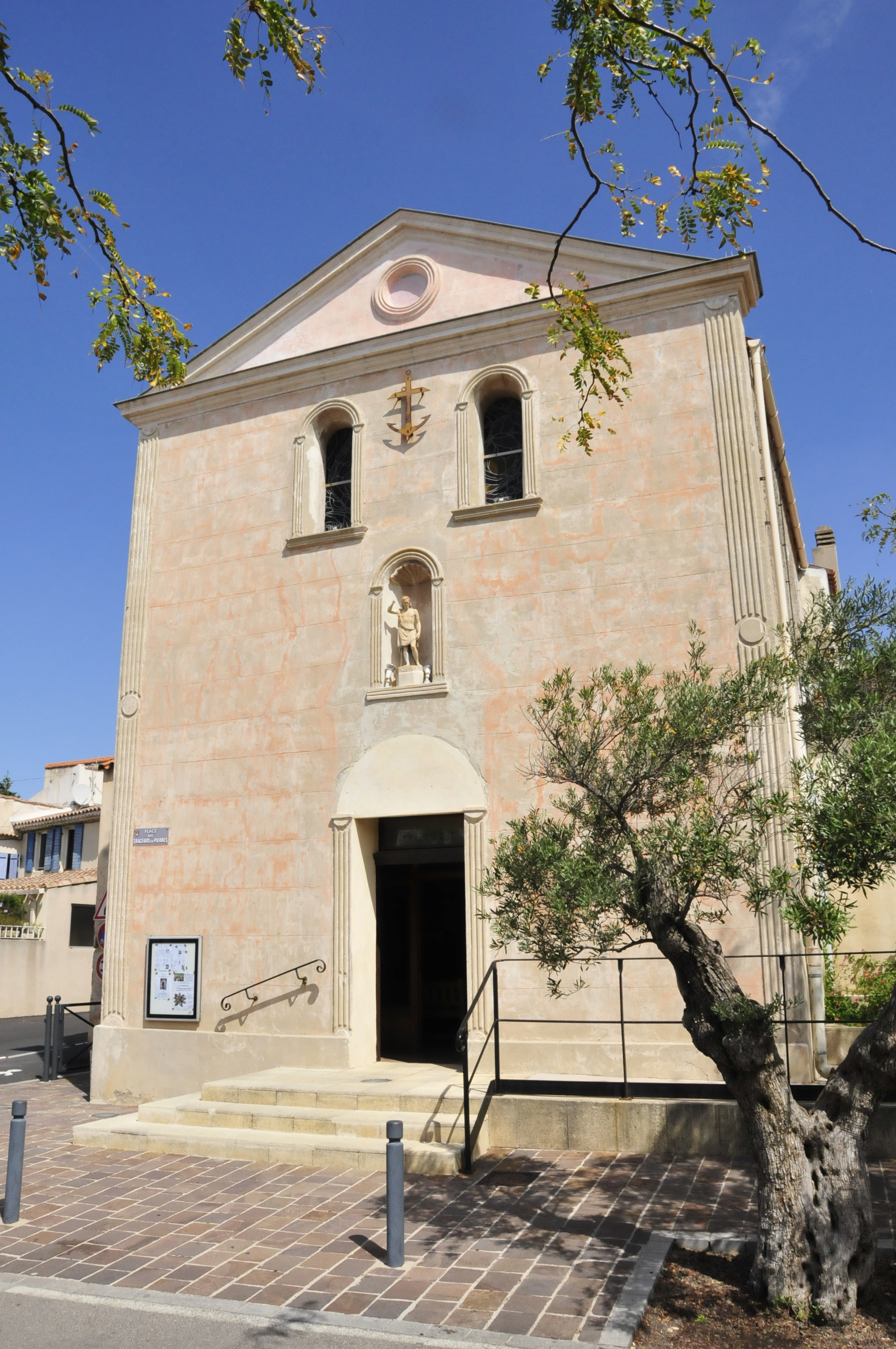
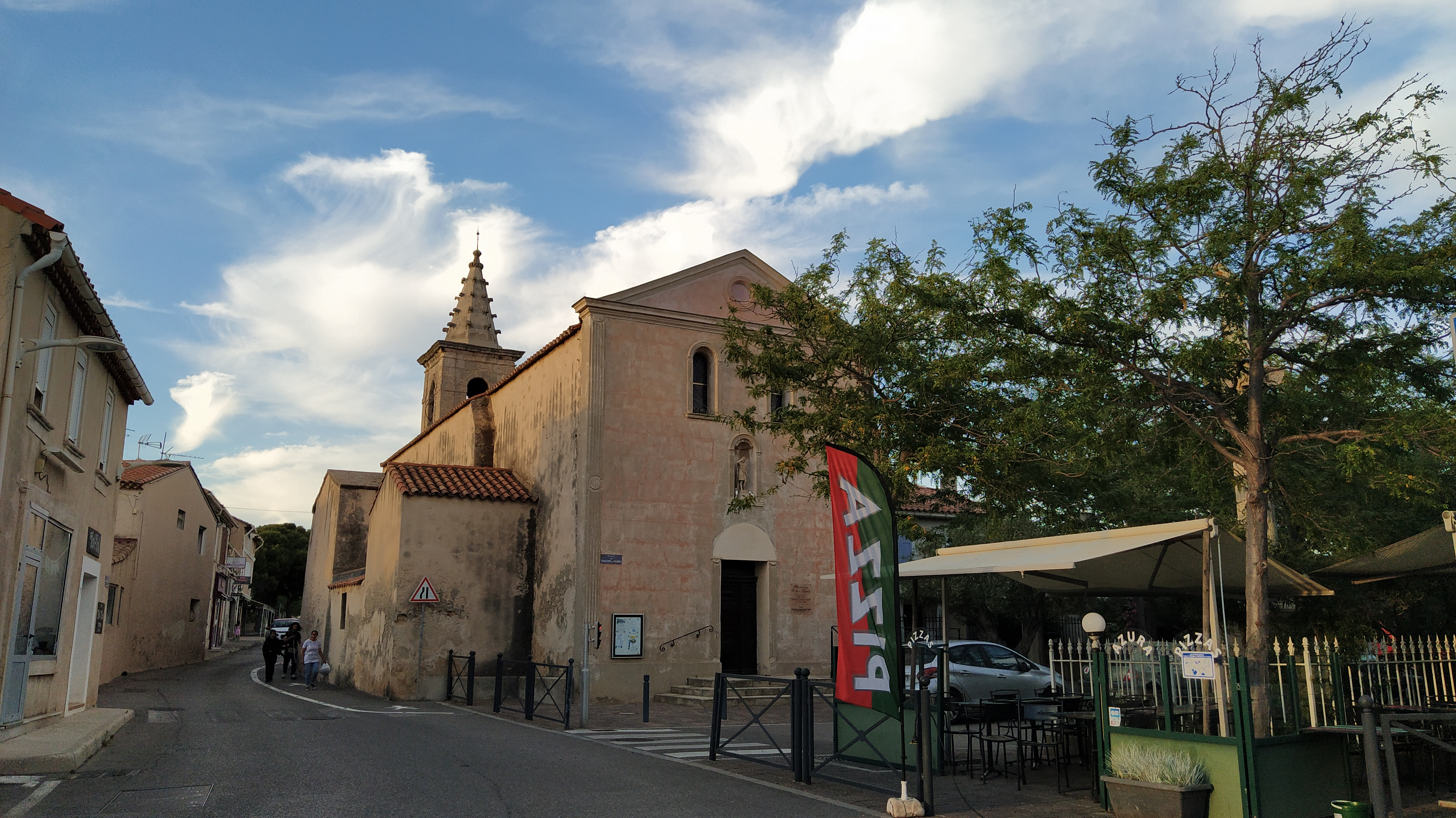
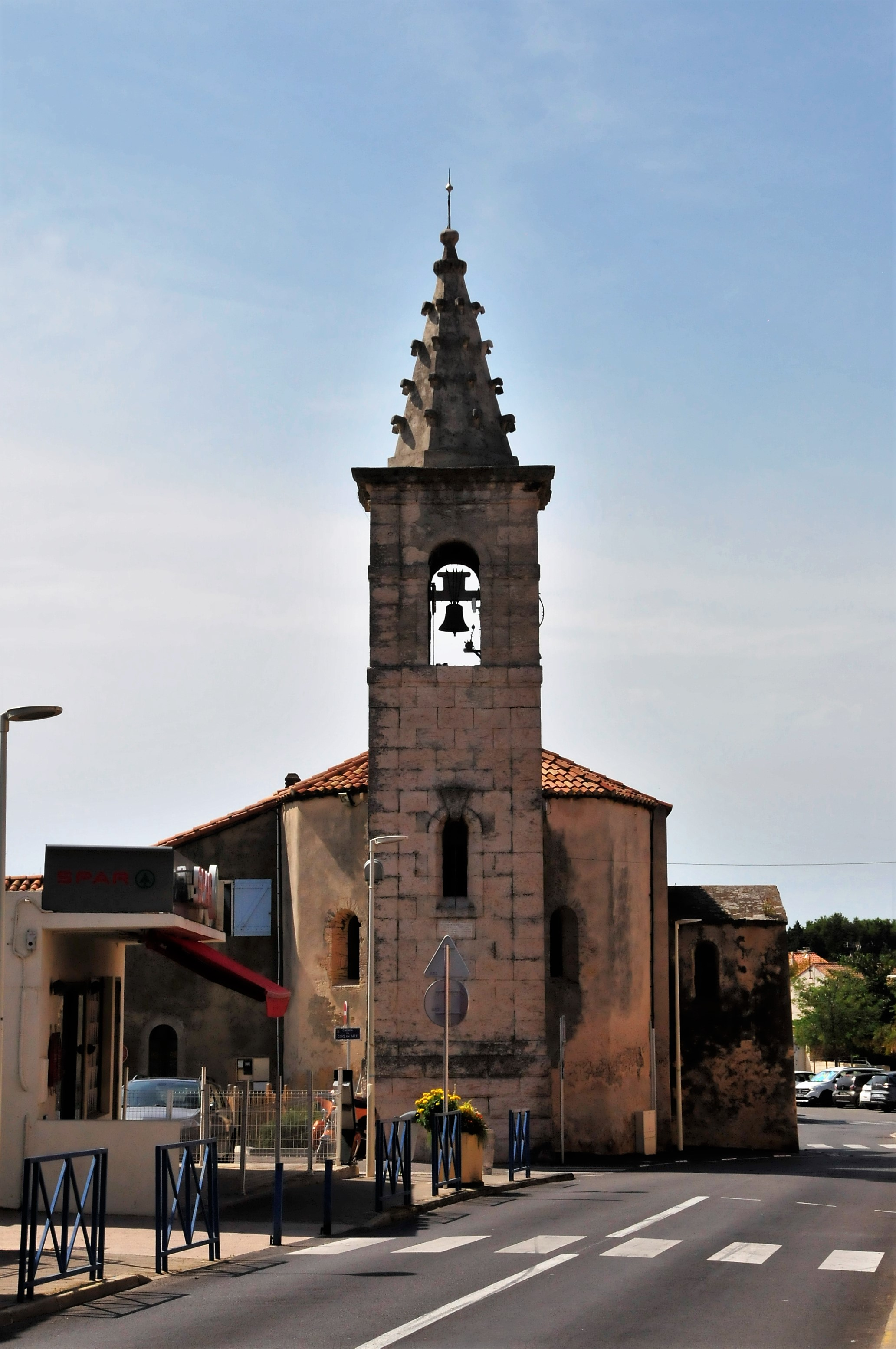
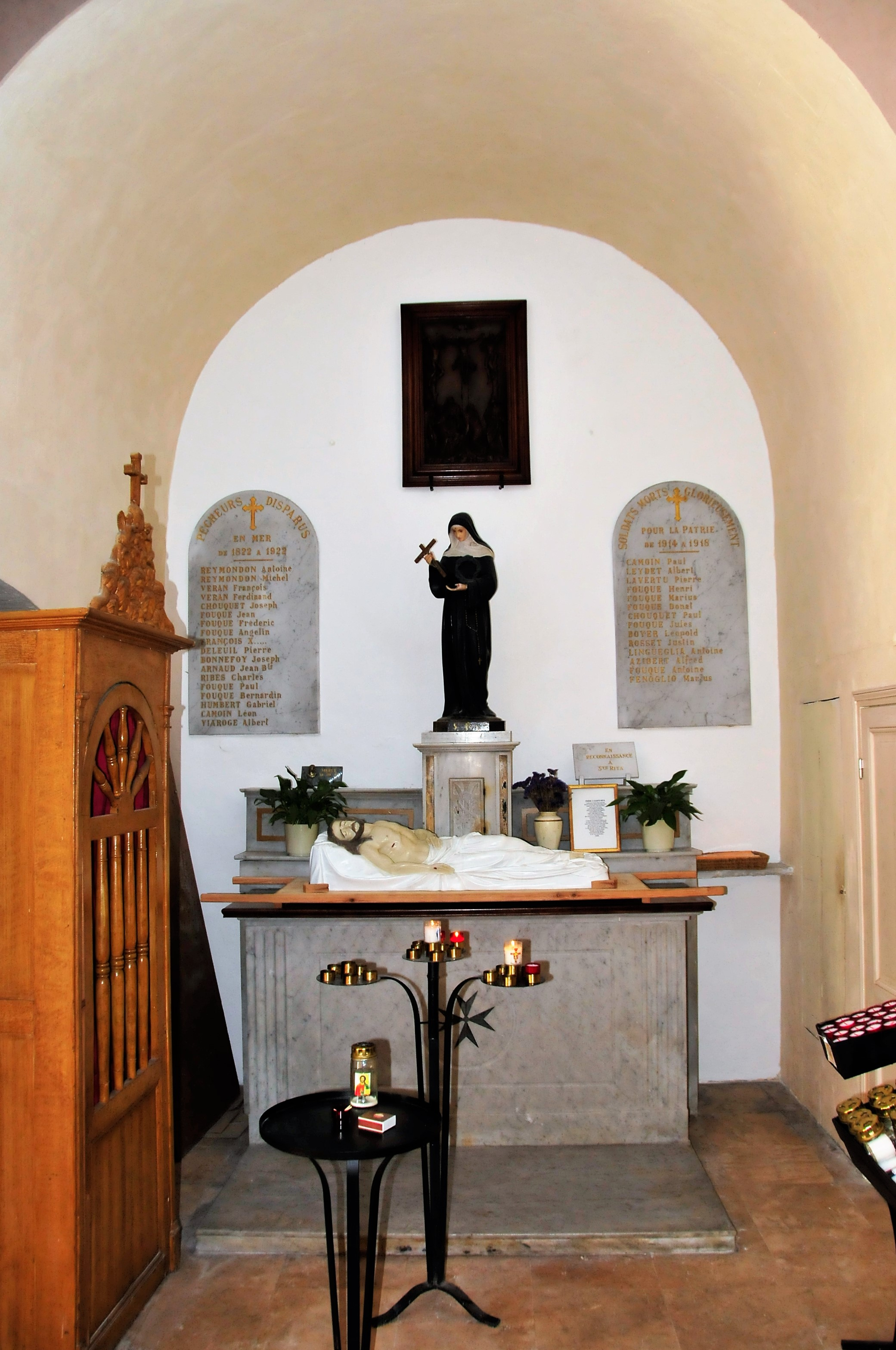
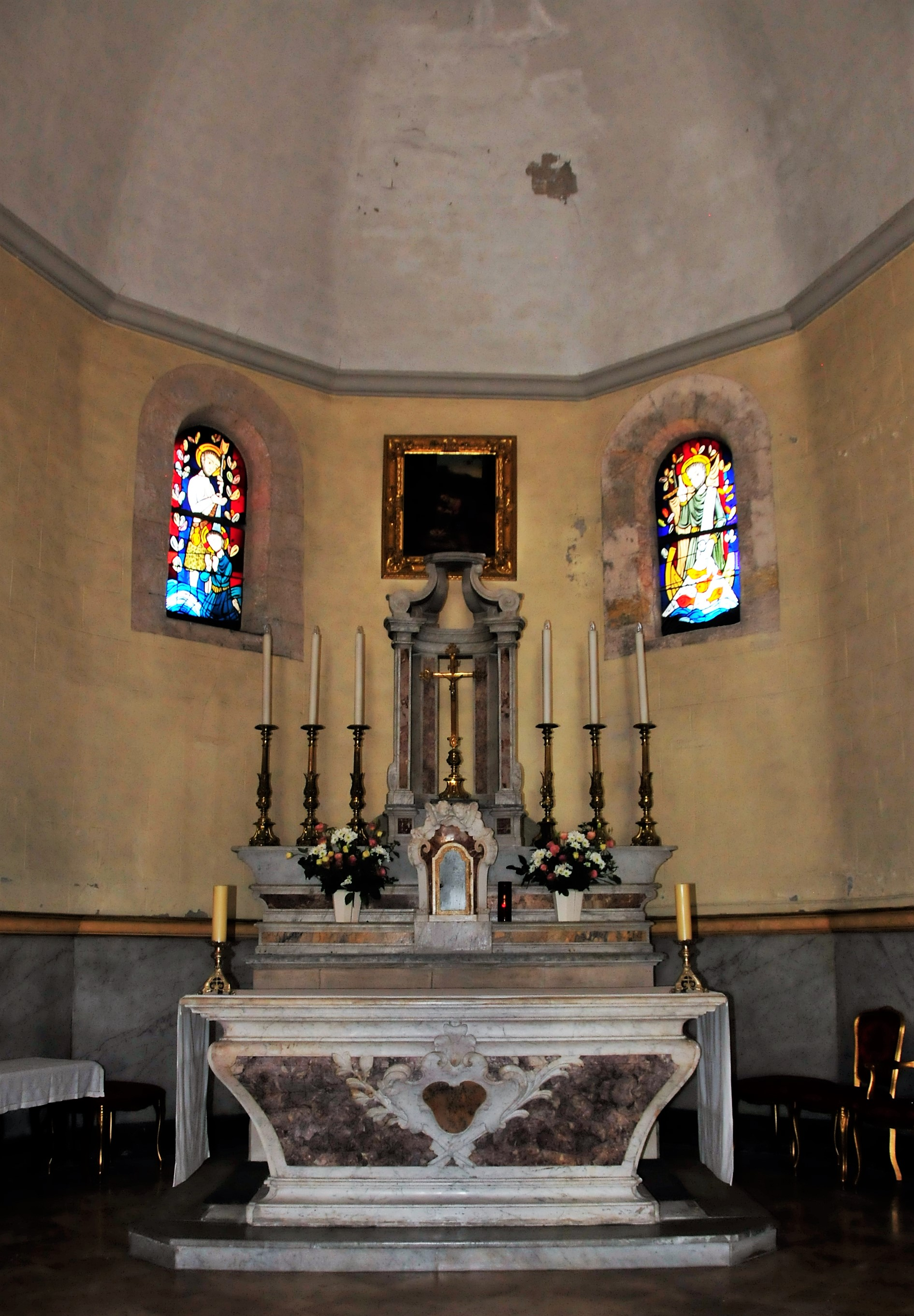
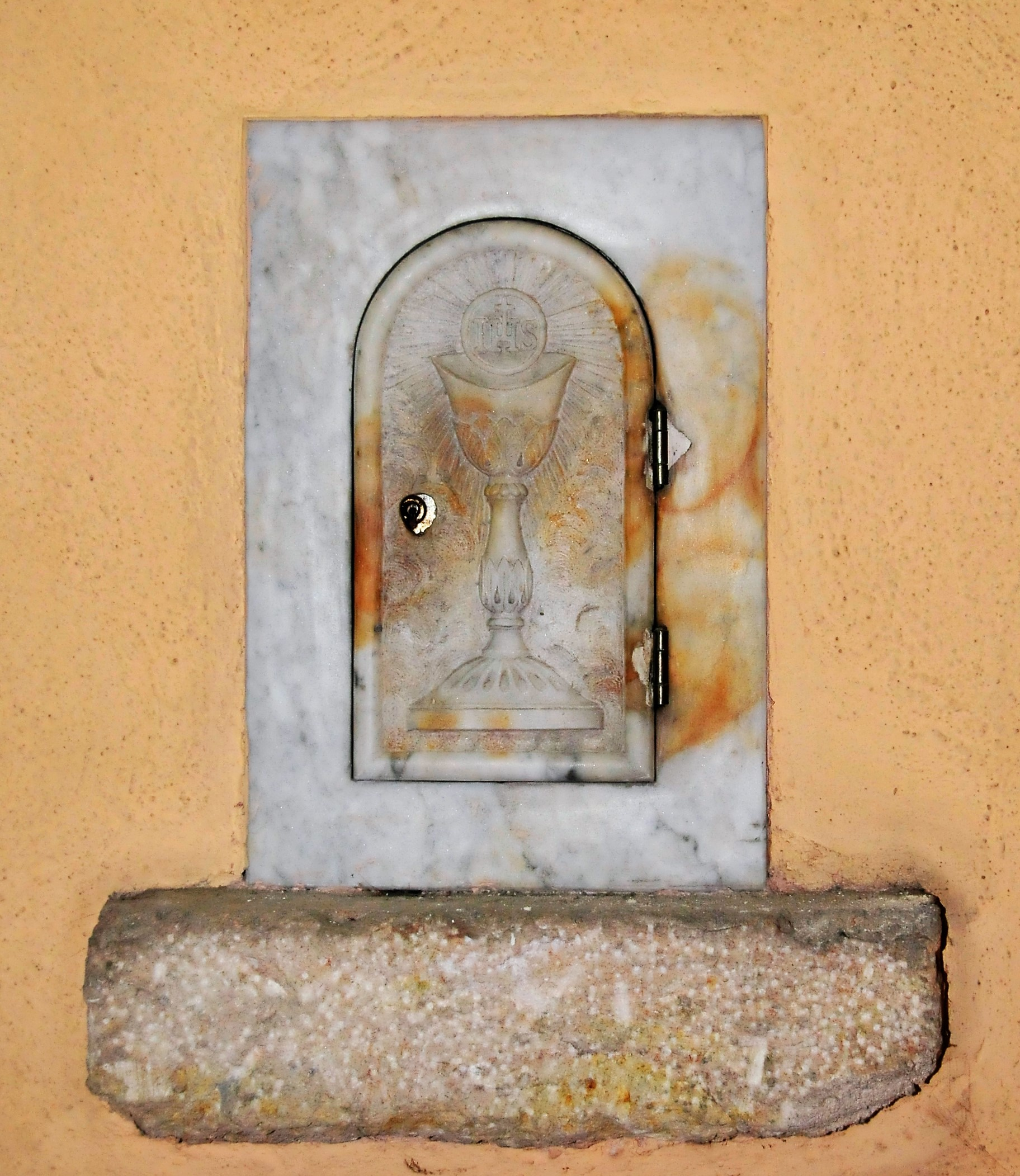
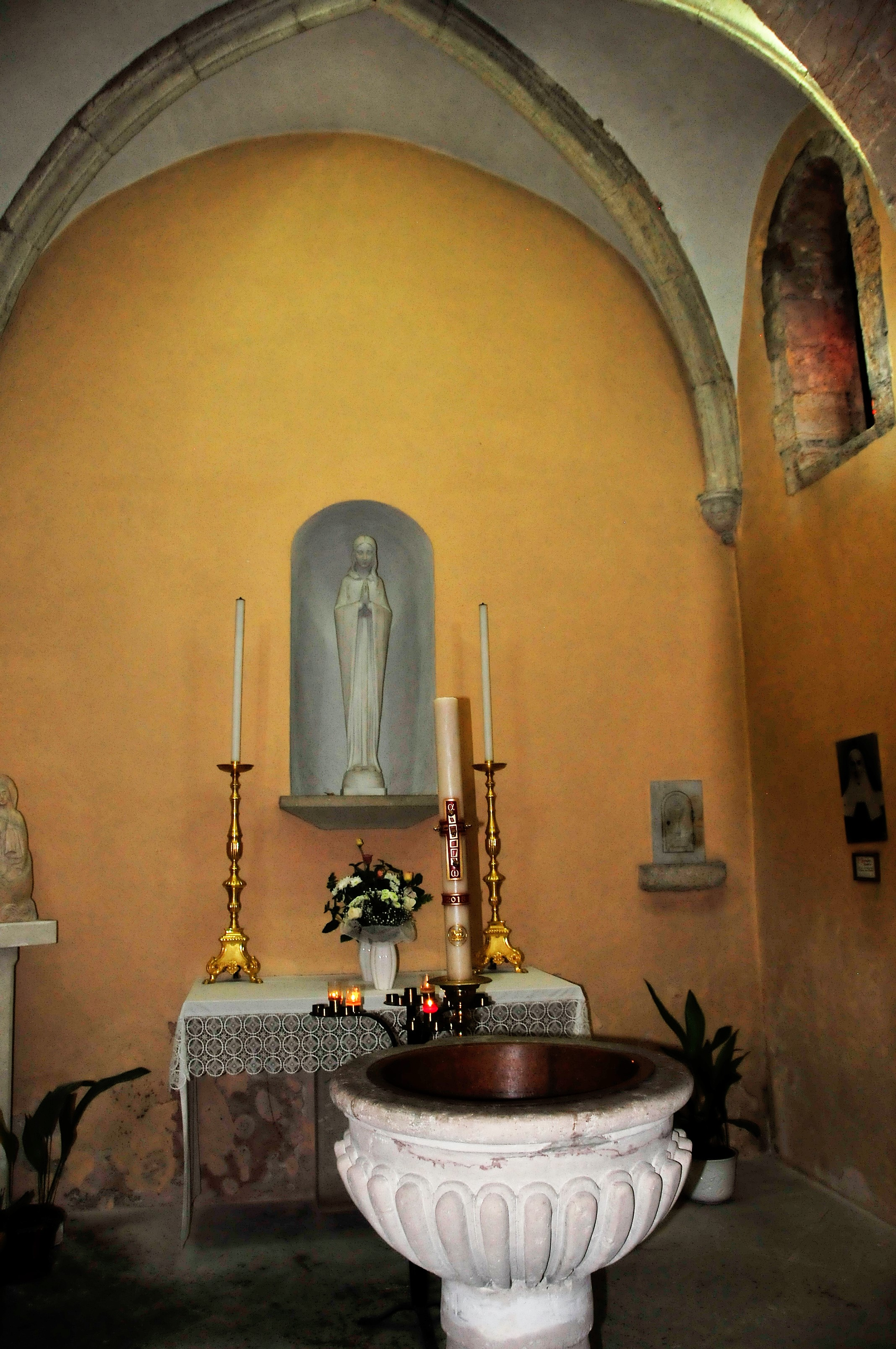